# Urca de Lima
Die Urca de Lima war ein Schiff der spanischen Silberflotte von 1715, das im Sommer 1715 in einen Hurrikan geriet und an der Atlantikküste Floridas in der Nähe des heutigen Fort Pierce auf Grund lief. Ihr Wrack gehört heute zu den geschützten archäologischen Unterwasserfundstätten Floridas und ist Bestandteil der sogenannten Museums in the Sea sowie des  National Register of Historic Places der Vereinigten Staaten.

## Beschreibung und Untergang
Der ursprüngliche Name des Schiffes lautete Santisima Trinidad. Ihr Spitzname Urca de Lima leitet sich von dem Schiffstyp Urca und dem Namen ihres Besitzers und späteren Kapitäns Miguel de Lima y Melo ab. Eine weitere in historischen Quellen für sie verwendete Bezeichnung lautet Nao de Refuerzo, was möglicherweise darauf hinweist, dass ihr Schiffskörper nachträglich zum Befahren der Atlantikrouten verstärkt wurde. Sie war ein 305-Tonnen-Schiff und wurde zum Gütertransport auf der Atlantikroute zwischen Spanien und dem Vizekönigreich Neuspanien in der Neuen Welt eingesetzt.
1712 war sie Bestandteil einer aus acht Schiffen bestehenden Flotte unter dem Kommando von Juan Esteban de Ubilla, die von Spanien nach Veracruz segelte, um von dort Handelsgüter und Edelmetalle aus der neuen Welt in Empfang zu nehmen und sie zurück nach Spanien zu transportieren. Die Flotte erreichte Veracruz im Dezember 1712 und verblieb dort bis zum Frühjahr 1715. Im Januar 1715 wurde Miguel de Lima zum Kapitän der Santisima Trinidad ernannt. Diese erhielt im Rahmen der Vorbereitungen für die bevorstehende Atlantiküberquerung neue Masten und ihre Außenhülle wurde einer Reinigung unterzogen. Am 4. Mai desselben Jahres brach die nunmehr aus nur noch vier Schiffen (Nuestra Senora de la Regla (Capitana), Almiranta,  San Cristobal de Havanna, Santisima Trinidad) bestehende Flotte schließlich nach Havanna auf, wo sie nach einer schwierigen Überfahrt Anfang Juli eintraf.
Von dort segelten Ubillas Schiffe zusammen mit sechs weiteren Schiffen unter dem Kommando von Antonio de Echeverez und dem französischen Schiff El Grifon am 24. Juli in Richtung Spanien weiter. Die Ladung der elf Schiffe umfassenden Flotte bestand neben Handelsgütern aus einer größeren Zahl von Goldbarren und 14 Millionen Pesos in Silbermünzen. Die Santisima Trinidad selbst transportierte jedoch keinen Teil der Gold- und Silberfracht für das spanische Königshaus, sondern Handelsgüter wie Kuhhäute, Schokolade, Vanille, Sassafras und Inzens, sowie einige Säcke privater Silbermünzen. Einige Tage später geriet die Flotte überraschend in einen Hurrikan, der bis auf ein Schiff, die El Grifon, die gesamte Flotte an die Küste Floridas trieb und dort zerstörte. Über die Hälfte der 2000 Besatzungsmitglieder, unter ihnen auch Ubilla und Echeverez selbst, kamen im Sturm um, der Rest konnte sich an den Strand retten. Die Santisima Trinidad lief in einer Flussmündung bei Fort Pierce auf Grund, blieb aber im Gegensatz zu den anderen Schiffen weitgehend unbeschädigt, so dass Ladung und Proviant nicht verloren gingen und die Überlebenden verpflegen konnten, bis Ende August Schiffe aus Havanna zur Bergung eintrafen. Die Santisima Trinidad war das erste Wrack, das die Schiffe aus Havanna erreichten. Nach der Bergung wurde das Wrack bis auf die Wasseroberfläche niedergebrannt, um seine Position vor Piraten und Freibeutern anderer Nationen zu verstecken. De Lima beschrieb die Geschehnisse später in einem Brief.
Die Überlebenden am Strand wurden von Admiral Francisco Salmon organisiert. Eine kleine Gruppe erreichte mit einem unbeschädigten Beiboot nach einer Woche St. Augustine im Norden Floridas, von dort aus wurde dann auch Havanna über den Untergang der Silberflotte informiert. Admiral Salmon verblieb auch nach dem Eintreffen der spanischen Schiffe aus Havanna vor Ort und leitete die Bergungsarbeiten, die bis in den April des nächsten Jahres andauern sollten. Anfang Januar wurde er dabei von den Piraten Henry Jennings, Charles Vane und John Wills überfallen, die ihn zur Herausgabe von Gold und Silber im Wert von 87.000 Pfund zwangen. Die Piraten hatten zuvor ein spanisches Postschiff aus St. Augustine überfallen und von diesem die Position der Urca de Lima und des spanischen Bergungscamps erfahren.

## Entdeckungsgeschichte des Wracks
Das Wrack der Urca de Lima wurde 1928 durch William J. Beach an der Küste vor Fort Pierce wiederentdeckt, wobei die Flussmündung, in der sie damals auf Grund lief, zu diesem Zeitpunkt aufgrund von Küstenveränderungen in der Vergangenheit nicht mehr existierte. Die Stadtregierung von Fort Pierce erteilte 1932 die erste Genehmigung, Wertgegenstände aus dem Wrack zu bergen, die letzten derartigen Genehmigungen wurden 1983 und 1984 vergeben. Die Ausbeute dieser Bergungsaktionen war gering, da die Spanier die Ladung der Urca de Lima bereits 1715 in Sicherheit gebracht hatten. Insgesamt wurden ein Silberbarren, zwei Silberkeile und fünf eiserne Kanonen gefunden. 1985 ließ die Stadt das Wrack von Archäologen mit dem Ziel vermessen, ein archäologisches Unterwasserschutzgebiet einzurichten, welches dann 1987 eröffnet wurde. Es war das erste seiner Art, dem später weitere folgen sollten, die heute zusammenfassend als Floridas Museums in the Sea bezeichnet werden. Am 31. Mai 2001 wurde die Urca de Lima als Stätte in das National Register of Historic Places der Vereinigten Staaten aufgenommen.

## Kulturelle Rezeption
In der Fernsehserie Black Sails, die eine  Vorgeschichte zu Robert Louis Stevensons berühmtem Abenteuerroman Die Schatzinsel erzählt, spielt die Urca de Lima eine entscheidende Rolle. Sie steht dort stellvertretend für die gesamte Silberflotte und wird von einer Piratenmannschaft unter der Führung von Kapitän Flint gejagt. Ein Teil ihrer Ladung wird letztendlich zu der von Kapitän Flint auf der Schatzinsel vergrabenen Piratenbeute.